# Вилоу Оук (Флорида)
Вилоу Оук (енгл. Willow Oak) насељено је место без административног статуса у америчкој савезној држави Флорида.

## Демографија
По попису из 2010. године број становника је 6.732, што је 1.815 (36,9%) становника више него 2000. године.
| Група             | 2000.         | 2010.         |
| Белци             | 3.516 (71,5%) | 3.639 (54,1%) |
| Афроамериканци    | 345 (7,0%)    | 478 (7,1%)    |
| Азијати           | 24 (0,5%)     | 37 (0,5%)     |
| Хиспаноамериканци | 981 (20,0%)   | 2.499 (37,1%) |
| Укупно            | 4.917         | 6.732         |